# Довпотов
Довпотов (укр. Довпотів) — село в Войниловской поселковой общине Калушского района Ивано-Франковской области Украины.
Население по переписи 2001 года составляло 800 человек. Занимает площадь 13,11 км². Почтовый индекс — 77315. Телефонный код — 03472.